# ジェーン・アダムス (女優)
ジェーン・アダムズ（Jane Adams, 1965年4月1日 - ）は、アメリカ合衆国・ワシントンD.C.出身の女優。

## プロフィール
ワシントン大学で政治学を修めたのち、ジュリアード音楽院で演技を学んだ。
舞台女優として有名で、1994年に『An Inspector Calls』という舞台でトニー賞を受賞している。

## 主な出演作品
- ミセス・パーカー/ジャズエイジの華 Mrs. Parker and the Vicious Circle (1994)
- アイ・ラブ・トラブル I Love Trouble (1994)
- 花嫁のパパ2 Father of the Bride Part II (1995)
- ハピネス Happiness (1996)
- カンザス・シティ Kansas City (1996)
- ミュージック・フロム・アナザー・ルーム Music From Another Room (1998)
- マムフォード先生 Mumford (1999)
- 歌追い人 Songcather (2000)
- ワンダー・ボーイズ Wonder Boys (2000)
- アニバーサリーの夜に The Anniversary Party (2001)
- オレンジカウンティ Orange County (2002)
- エターナル・サンシャイン Eternal Sunshine of the Spotless Mind (2004)
- レモニー・スニケットの世にも不幸せな物語 Lemony Snicket's A Series of Unfortunate Events (2004)
- ラスト・ホリデイ Last Holiday (2006)
- リトル・チルドレン Little Children (2006)
- ブレイブ ワン The Brave One (2007)
- 永遠の僕たち Restless (2011)
- ポルターガイスト Poltergeist (2015)
- ブラック・ビューティー Always Shine (2016)
- ツイン・ピークス Twin Peaks (2017)
- ブリグズビー・ベア Brigsby Bear (2017)
- スニーキー・ピート Sneaky Pete (2018-2019)
- メシア Messiah (2020) テレビシリーズ